# Mike Jones (cestista 1967)
Michael Fritzhadus Jones, detto Mike (Phoenix, 10 febbraio 1967), è un ex cestista statunitense con cittadinanza cipriota, professionista in Europa e in Sudamerica.

## Carriera
È stato selezionato dai Milwaukee Bucks al terzo giro del Draft NBA 1988 (63ª scelta assoluta).

## Palmarès

### Squadra
- Campionato greco: 1

Aris Salonicco: 1989-90
- Campionato francese: 1

Pau-Orthez: 1991-92

### Individuale
- All-USBL First Team (1988)